# فرودگاه آبی هانتسویل/بلا لیک
فرودگاه آبی هانتسویل/بلا لیک (به انگلیسی: Huntsville/Bella Lake Water Aerodrome) یک فرودگاه همگانی است که یک باند فرود آب دارد. این فرودگاه در کشور کانادا قرار دارد و در ارتفاع ۳۵۶ متری از سطح دریا واقع شده‌است.